# Frank Epperson
Frank Epperson (1894-1983) fue un inventor estadounidense que, por accidente, creó el famoso helado conocido como "popsicle (polo de hielo)" en 1905, cuando tenía solo 11 años. Epperson, nacido en San Francisco, mezcló una bebida en polvo con agua y dejó la mezcla en la terraza durante una noche fría con un palo de madera dentro del vaso. A la mañana siguiente, descubrió que la mezcla se había congelado alrededor del palo, creando así un helado que se podía sostener con la mano.

## Biografía
Frank Epperson nació el 11 de octubre de 1894 en Oakland, California, Estados Unidos. Creció en un entorno de clase trabajadora y, desde joven, mostró interés por la ciencia y la invención.
En 1905, cuando tenía 11 años, Epperson inventó por accidente el "Popsicle" al dejar una mezcla de refresco con un palillo en un vaso afuera durante una noche fría. Al día siguiente, descubrió que la mezcla se había congelado en el palillo, creando un nuevo tipo de dulce congelado en palo.
A lo largo de su adolescencia y adultez, Epperson se dedicó a su invención y a diversos trabajos. En 1923, patentó el "Popsicle" y empezó a comercializarlo. Aunque el nombre original era "Epsicle," pronto se popularizó como "Popsicle."
Durante las décadas siguientes, Epperson continuó promoviendo su producto y realizando mejoras. Vivió en varias localidades de California y pasó mucho tiempo involucrado en el desarrollo de su invento. A pesar de su éxito, Epperson mantuvo un perfil bajo y se dedicó a su familia y a su vida personal.
Frank Epperson falleció el 22 de octubre de 1983 en Los Angeles, California, a la edad de 88 años. Su invención del Popsicle dejó una marca duradera en la industria de los dulces congelados y continúa siendo popular en todo el mundo.